# Nathalie Ferno

 Nathalie Ferno, född 18 juli 1996 i Mellösa är en före detta svensk ishockeyspelare. Hon spelade i Luleå HF/MSSK i SDHL samt i Modo Hockey. Hon gjorde debut i Damkronorna i den fyrnationsturnering som spelades i Uppsala 19–21 december 2014

## Klubbar
- Flens HC Flames
- Modo Hockey